# 八戸市立北稜中学校
八戸市立北稜中学校（はちのへしりつ ほくりょうちゅうがっこう）は、青森県八戸市大字河原木にある市立中学校。

## 所在地
- 青森県八戸市大字河原木字八太郎山10-139

## 沿革
- 1982年（昭和57年）
  - 4月 - 八戸市立下長中学校から分離して開校。
  - 10月 - 校歌・校章制定。校旗樹立。
- 1987年（昭和57年） - 校庭に50本の桜を植樹。
- 1988年（昭和63年） - 運動部室完成。
- 1989年（平成元年） - 校訓制定。
- 1991年（平成3年）10月26日 -  創立10周年記念式典挙行。
- 2005年（平成17年）6月8日 - 日本国際博覧会（「愛・地球博」）のジャパンウィークに、本校えんぶりクラブ出演。
- 2011年（平成23年）11月11日 - 創立30周年記念式典挙行。
- 2021年（令和3年）10月28日 - 創立40周年記念式典挙行。ただし、新型コロナウイルス感染拡大の影響により、来賓者数を少数に絞った上で図書館で式挙行し、生徒は教室からリモートにより画面上での式参加となった[1]。

## 校訓
- 英知
- 友愛
- 琢磨

## 生徒数[2]
2020年（令和2年）5月1日時点。
| 学年 | 1年 | 2年 | 3年 | 特別支援   | 合計 |
| ---- | --- | --- | --- | ---------- | ---- |
| 学級 | 3   | 2   | 2   | 2          | 9    |
| 生徒 | 79  | 80  | 80  | 6 （内数） | 239  |

## 最近の出来事
- 2009年1月27日に天皇（当時皇太子）が来校[3]。そこで、国指定重要無形文化財に指定されている“朳（えんぶり）”を、校内えんぶりクラブのクラブ員が舞って見せた。